# 内布拉斯加微风号列车
内布拉斯加微风号列车（英語：Nebraska Zephyr）是一列由芝加哥、伯靈頓和昆西鐵路（CB&Q）营运、运行于内布拉斯加州林肯和伊利诺伊州芝加哥之间的流线型旅客列车。内布拉斯加微风号列车于1947年11月16日正式投入服务，使用原本用于双子城微风号列车（Twin Cities Zephyr）上的两列7辆编组柴油动车组营运，并取代了原本运行于相同路线上的阿克萨本微风号列车（Ak-Sar-Ben Zephyr），西行的11次列车每天下午12时40分从芝加哥联合车站始发，至晚上10时30分到达林肯车站，全程运行时间为9小时50分钟；东行的12次列车每天上午11时正从林肯车站始发，至晚上8时45分到达芝加哥聯合車站，全程运行时间为9小时45分钟。20世纪中期，随着高速公路和航空交通日益发达，旅客外出更多地选择自己开车或搭乘飞机，美国铁路客运的重要性不断下降。1971年5月1日，接管了当时全美20家大型铁路公司客运业务的美国国家铁路客运公司开始营运，长年亏损的内布拉斯加微风号列车亦正式宣告停运。